# Trio Mio
Trio Mio er en dansk folkemusikgruppe, der blev dannet i 2004. Den består af Kristine Heebøll, Peter Rosendal og Jens Ulvsand, og gruppen spiller dansk og svensk folkemusik. Tidligere var Nikolaj Busk også en del af gruppen.
Gruppens debutalbum udkom i 2004 og havde titlen Trio Mio.
I 2005 udkom deres andet studiealbum, Pigeon Folk Pieces, som vandt to Danish Music Awards Folk som "Årets artist" og "Årets komponist". I 2006 var Trio Mio sammen med syv andre orkestre med til at repræsentere dansk folkemusik internationalt i projektet Danish Roots. Trio Mio har bl.a. spillet koncerter i Danmark, Sverige, Irland, England, Tyskland, Nederlandene og Italien.
I 2007 indspillede gruppen deres tredje CD Stories around a holy goat, som vandt fire Danish Music Awards Folk i 2008.

## Medlemmer
- Kristine Heebøll (violin)
- Peter Rosendal (klaver og flugabone)
- Jens Ulvsand (guitar og bouzouki, se oktavmandola)

## Diskografi
- 2004 Trio Mio
- 2005 Pigeon Folk Pieces
- 2007 Stories around a holy goat